# Melithaea moluccana
Melithaea moluccana är en korallart som först beskrevs av Kükenthal 1896.  Melithaea moluccana ingår i släktet Melithaea och familjen Melithaeidae. Inga underarter finns listade i Catalogue of Life.